# سرگئی کولوسف
سرگئی کولوسُف (روسی: Сергей Николаевич Колосов؛ ۲۷ دسامبر ۱۹۲۱ – ۱۱ فوریهٔ ۲۰۱۲) کارگردان فیلم، کارگردان نمایش، فیلم‌نامه‌نویس و مربی علوم پرورشی اهل اتحاد جماهیر شوروی بود.
از فیلم‌هایی که وی در آن‌ها نقش داشته‌است، می‌توان به نامت را به‌خاطر بسپار اشاره نمود.
وی همچنین برندهٔ جوایزی همچون نشان افتخار شایستگی در فرهنگ لهستان، جایزه هنرمند مردمی اتحاد جماهیر شوروی، جایزه دولتی برادران واسیلیف، هنرمند مردمی جمهوری شوروی فدراتیو سوسیالیستی روسیه و نشان پرچم سرخ کار شده‌است.